# Por todo lo alto (serie)
Por todo lo alto es una serie juvenil venezolana escrita por Mariella Maguii escritora argentina y producida por Venevisión Internacional está protagonizada por Adrián Matos y Valeska León. La serie inició sus trasmisiones el 25 de agosto del 2008 y finalizó el 8 de diciembre de 2008 con un total de 76 capítulos. La segunda temporada se rodará el próximo año. La segunda temporada está confirmado que se estrenará el 20 de abril de 2009.

## Historia
Valeska sincera inteligente y práctica enamorada profundamente de Adrián y él de ella pero como en toda buena historia existe una villana en este caso será Diana quien tratará de separarlos. Diana es prima de Valeska por lo cual el enfrentamiento entre ellas abarcará enfrentamientos familiares y sobre todo personales. En medio de la historia Valeska decide acompañar a su tío en un vuelo el cual cae y todos creerán su muerte cosa que no es cierta esto favorecerá sobre todo a Diana para así acercársele a Adrián tiempo después Valeska regresa y creará confusión entre muchos, y el secreto que esconde la familia de Valeska sobre su adopción.
Capítulo final
En el final de la serie Valeska arregla sus problemas con Adrián pero él le dice algo que la deja intrigada y es que le dice que sus padres no quieren conocerla, pero él debe irse para el campeonato de fútbol lamentablemente debe de jugar contra sus amigos y compañeros, Diana queda en ridículo en el programa de Carliany pero Sonia y Sara descubrieron que todo fue una trampa y arman un escándalo en el programa que crea su cierre. Valeska, Mariana y Nathalia fueron a apoyar a los chicos en el fútbol, debido a que Reimundo realizó una falta lo sacaron del equipo y no había otro que entrara a suplantarlo y el entrenador del equipo contrario le dice a Adrián que vuelva a su equipo y realiza un gol dedicado a Valeska que hace que el equipo gane, la fiesta empieza cuando el detective que resolvía el caso de Valeska llegó y confesó que él era su verdadero padre y que su mamá lo había abandonado, Valeska abrazó a su papá y también a su mamá que a pesar de no ser su madre biológica es su verdadera mamá a la que querrá siempre. Todos al final cantan un musical y dicen el verdadero significado de “Por todo lo alto” y diciendo que la historia continúa.

## Lista de episodios
01.- El mejor de los días
02.- Las clases de piano
03.- La cita
04.- La pregunta y el temor
05.- Descubriendo las mentiras
06.- La fiesta escolar
07.- El beso
08.- Un beso equivocado
09.- La respuesta del sí
10.- La envidia y la verdad
11.- El traidor
12.- Dejando atrás los problemas
13.- La prueba y la trampa
14.- La falsa libreta
15.- Buscando la verdad
16.- De vuelta al piano
17.- La insertidumbre y el piano
18.- Perdonar es de sabios
19.- Desde que te conocí – Especial
20.- La supuesta apuesta
21.- La caída
22.- Quién fue el culpable
23.- La expulsión de tres
24.- El nuevo profesor
25.- El profesor y la alumna
26.- Quién será el representante
27.- El volador
28.- Viaje detrás de un sueño
29.- La caída y la noticia
30.- Ahora que no estás
31.- Aprovechando las oportunidades
32.- La nueva representación
33.- Qué estará pasando
34.- El show va empezar
35.- El regreso y la indiferencia
36.- Continúan los problemas
37.- Desenmascarando a cada quien
38.- El pasado regresa
39.- Lo mejor es no seguir
40.- Ahora soy yo el que se va
41.- No te vayas
42.- La sospechosa adopción
43.- La última oportunidad
44.- Amigos del corazón
45.- Celos
46.- La unión para separarlos
47.- De la alta sociedad
48.- No más oportunidades
49.- Una muestra familiar
50.- Arrepentimiento
51.- La reconciliación familiar
52.- Adiós Manuel
53.- Los documentos en manos de Diana
54.- La competencia de piano
55.- La verdad acerca de la adopción
56.- Aunque me duela
57.- Ya no somos familia
58.- Buscando a la verdadera familia
59.- Triunfando en el piano
60.- Los sentimientos no se resisten
61.- La unión de Yorgelis y Carliany
62.- A dónde crees que vas
63.- No quiero herirte
64.- La oportunidad de Diana
65.- El escritor anónimo
66.- Los campeones del fútbol
67.- Xio Cleo hechizadas
68.- El error de Valeska
69.- La pelea de Adrián y Rey
70.- A quién eliges
71.- La cita de Nathalia
72.- El escándalo
73.- Tenemos que hablar
74.- La desilusión y la oportunidad
75.- Negando a Valeska
76.- El show, la fiesta, los padres, el fútbol al estilo “Por todo lo alto” - final de temporada

## Elenco

### Elenco protagónico
Valeska—Adrián—Diana—Eloy—Carliany—Manuel—Nathalia—Cristian—Sara--

### Elenco secundario
Ernesto—Mariana—Reimundo—Sonia—Xiomara—Cleopatra--

### Elenco adulto
'Mariela—Roxana—Diego—Juan Carlos—Yorgelis—Jaime--

### Discografía
El 15 de diciembre de 2008 salió en todas las tiendas de discos venezolanas el CD de “Por todo lo alto” llamado Una historia mágica que es también tema de la serie balada y pop. El CD incluye 11 temas diez originales debido a que color esperanza es original de Diego Torres.

### Canciones
01- Color esperanza. Todos, pop balada
02.- Una historia mágica. Valeska y Adrián, pop
03.- Late corazón. Valeska, pop balada
04.- Dímelo. Diana, tango
05.- A triunfar. Todos, pop
06.- Lejos de ti. Adrián, pop balada
07.- El show va a comenzar. Carliany, Xio y Cleo, pop
08.- No entiendo. Valeska y Adrián, pop balada
09.- Los campeones del fútbol. Todos los chicos, pop reggae
10.- Por todo lo alto. Todo el elenco, pop